# Церковь Бичевания
Церковь Бичевания (ивр. קפלת ההלקאה‎) — римско-католическая церковь и место христианского паломничества в мусульманском квартале в Старом городе Иерусалима по дороге к Львиным воротам. Церковь является частью францисканского монастыря Бичевания, в который также входит церковь Осуждения. Монастырь находится около второй остановки Крестного пути на Виа Долороза. Церковь построена на месте, где, предположительно, римские солдаты бичевали Иисуса Христа.

## Традиция
Согласно церковному преданию, здесь римские солдаты бичевали Иисуса Христа перед Его путём на Голгофу. Тем не менее, это предание основано на предположении, что участок римских каменных плит, обнаруженных под соседней церковью Осуждения и монастырём сестер Сиона, были местом, где располагался Лифостротон, или мостовая, где происходил суд Понтия Пилата над Иисусом Христом, как описывает Евангелие от Иоанна (Иоан. 19:13). Тройные арочные ворота, построенные Адрианом как вход на восточный форум Элии Капитолины, традиционно, но, как показывают археологические исследования ошибочно, считаются частью ворот крепости Антония, которая, возможно, была местом суда над Иисусом Христом. Вполне возможно, что после её разрушения брусчатку с мостовой крепости перевезли на площадь Адриана.
Как и Филон, Иосиф Флавий свидетельствует, что римские правители оставались во дворце Ирода, когда они были в Иерусалиме, они приводили свои приговоры в действие на мостовой непосредственно перед дворцом, и тех, кто был признан виновным, бичевали там; Иосиф Флавий указывает, что дворец Ирода находился на западном холме, и недавно (в 2001 году) дворец был вновь обнаружен под углом Иерусалимской цитадели около Яффских ворот. Некоторые археологи теперь делают вывод, что в I веке римские правители судили на западном холме, а не на территории вокруг церкви Бичевания, на диаметрально противоположной стороне города.

## История
Первоначальная церковь была построена крестоносцами. Во время османского периода (который начался в 1516 году) этот ранний храм и окружающие его здания, как сообщается, стали использоваться в качестве конюшен, а позднее — в качестве частных домов.
Весь комплекс был передан францисканцам в 1838 году Ибрагимом-пашой правителем Египта, который привел часть османской Сирии под египетское управление между 1831 и 1841 годами. В 1839 году герцог Максимилиан Иосиф герцог Баварский профинансировал восстановление церкви над средневековыми руинами.
Нынешняя церковь была завершена между 1928—1929 годами и представляет собой полную реконструкцию, выполненную итальянцем Антонио Барлуцци в стиле XII века. Церковь находится в доверительном управлении францисканской Кустодии Святой Земли.

## Описание
Интерьер церкви состоит из одного придела.
В церкви имеются три витража, на каждом из которых изображен отдельный аспект библейского повествования о суде над Иисусом, а также внутренняя часть золотого купола, покрытого мозаикой. В северном окне изображен Понтий Пилат, умывающий руки (Мф. 27:24), в центральном окне за алтарем изображено бичевание (Мк. 15:15, Ин. 19:1), а в южном — отпущение Вараввы (Мф. 27:26, Мк. 15:15, Лк. 23:24, 25). Купол с его мозаичными и полупрозрачными элементами выполнен в виде тернового венца.

## Галерея
- Интерьер
- Бичевание Иисуса Христа
- Терновый венец под куполом